# Escape in the Fog
Escape in the Fog is een Amerikaanse film noir uit 1945 onder regie van Budd Boetticher.

## Verhaal
De verpleegster Eileen Carr herstelt tijdens de Tweede Wereldoorlog van een zenuwinzinking. Ze heeft een aldoor terugkerende droom, waarin ze ziet hoe twee mannen iemand vermoorden. Op een dag ontmoet ze het slachtoffer uit haar droom in levenden lijve. Met de beelden uit die droom kan ze de plannen van vijandige spionnen dwarsbomen.

## Rolverdeling
| Acteur            | Personage     |
| ----------------- | ------------- |
| Otto Kruger       | Paul Devon    |
| Nina Foch         | Eileen Carr   |
| William Wright    | Barry Malcolm |
| Konstantin Shayne | Schiller      |
| Ivan Triesault    | Hausmer       |
| Ernie Adams       | George Smith  |